# Płyn newtonowski

Rozkład prędkości w ścinanej warstwie płynu

Płyn newtonowski (doskonale lepki), model lepkości płynu wprowadzony przez Isaaca Newtona wykazujący liniową zależność naprężenia ścinającego od szybkości ścinania:
{\displaystyle \tau =\mu {\dot {\gamma }}=\mu {\frac {du}{dx}},}
gdzie:
{\displaystyle \tau } – naprężenie,
{\displaystyle {\dot {\gamma }}} – szybkość ścinania,
{\displaystyle \mu } – lepkość dynamiczna, dla płynu newtonowskiego jest to wartość stała,
{\displaystyle u} – prędkość warstwy płynu,
{\displaystyle U} – prędkość przesuwanej płytki ścinającej płyn,
{\displaystyle dx} – element grubości warstwy płynu.
Wzór wprowadzony został przez Newtona na podstawie danych doświadczalnych, przez późniejszych fizyków uzasadniony i wyprowadzony na podstawie teorii cząsteczkowej gazów. Znaczna część płynów, np. woda, gazy w tym i powietrze, zachowuje się jak płyny newtonowskie. Dla płynów newtonowskich lepkość nie zależy od szybkości ścinania, zależy natomiast od własności substancji tworzącej płyn i jego parametrów termodynamicznych takich jak temperatura i ciśnienie.
Istnieją płyny, zwane płynami nienewtonowskimi, które nie spełniają powyższej zależności, dla nich naprężenia nie są proporcjonalne do gradientu prędkości, co jest równoznaczne z tym, że współczynnik lepkości nie jest stały, lecz jest funkcją gradientu prędkości.
Zależność naprężeń od gradientu prędkości przedstawiona na wykresie nosi nazwę krzywej płynięcia. Dla płynu newtonowskiego krzywa płynięcia jest prostą przechodzącą przez początek układu współrzędnych.
Jeżeli krzywa płynięcia jakiegoś płynu nie jest prostą przechodzącą przez początek układu współrzędnych płyn taki jest płynem nienewtonowskim, lecz płynem z granicą płynięcia. Płyn newtonowski można też traktować jako specjalny przypadek płynu nienewtonowskiego. W przemyśle chemicznym dużą rolę odgrywają płyny nienewtonowskie takie jak polimery czy emulsje.